# Annise Parker
Annise Danette Parker (17 de maio de 1956) é uma política dos Estados Unidos da América e membro do Partido Democrata. Foi prefeita eleita da cidade de Houston no Texas e a primeira prefeita abertamente homossexual a vencer uma eleição numa grande cidade dos Estados Unidos, obtendo 53% dos votos.